# (32549) Taricco
(32549) Taricco est un astéroïde de la ceinture principale.

## Description
(32549) Taricco est un astéroïde de la ceinture principale. Il fut découvert le 16 août 2001 à Socorro par le projet LINEAR. Il présente une orbite caractérisée par un demi-grand axe de 2,56 UA, une excentricité de 0,16 et une inclinaison de 1,0° par rapport à l'écliptique.

## Compléments